# 99e bataillon de tirailleurs sénégalais
Le 99e Bataillon de Tirailleurs Sénégalais (ou 99e BTS) est un bataillon français des troupes coloniales.

## Création et différentes dénominations
- -: Formation du 99e Bataillon de Tirailleurs Sénégalais
- 06/06/1919: Dissolution, ses effectifs sont répartis sur les 36e, 73e et 82e BTS

## Chefs de corps
- -/-/1917: Chef de bataillon Paussu
- -/-/-: Chef de bataillon de la Laurencie
- 19/11/1918: Capitaine Guillot
- --/12/1918:Capitaine Bobin

## Historique des garnisons, combats et batailles du99eBTS
- 27/08/1917: Le bataillon embarque pour l'Armée d'Orient
- 11/09/1917: Le bataillon est rassemblé et stationne à Salonique
- 31/05/1919: Arrivée à Fréjus

### Sources et bibliographie
Mémoire des Hommes